# 메트로폴리스-헤이스팅스 알고리즘
메트로폴리스-헤이스팅스 알고리즘(영어: Metropolis-Hastings algorithm)은 직접적으로 표본을 얻기 어려운 확률 분포로부터 표본의 수열을 생성하는 데 사용하는 기각 표본 추출 알고리즘이다.
이 수열은 주어진 분포에 근사하는 마르코프 연쇄 몬테 카를로를 모의실험하거나 예측치와 같은 적분을 계산하는 데 사용될 수 있다. 깁스 표집 알고리즘은 메트로폴리스-헤이스팅스 알고리즘의 특별한 경우이며, 일반적인 적용에는 제약이 있지만 보통 더욱 빠르고 사용하기 쉽다.

## 역사
이 알고리즘은 1953년 볼츠만 분포의 특별한 경우를 위해 이것을 발표한 니컬러스 콘스턴틴 메트로폴리스(영어: Nicholas Constantine Metropolis, 그리스어: Νικόλαος Μητρόπουλος 니콜라오스 미트로풀로스[*])와 이것을 1970년에 일반화한 키스 헤이스팅스(영어: W. Keith Hastings)의 이름을 따서 명명되었다.

## 참고 문헌
- Bernd A. Berg. Markov Chain Monte Carlo Simulations and Their Statistical Analysis. Singapore, World Scientific 2004.
- Siddhartha Chib and Edward Greenberg: "Understanding the Metropolis–Hastings Algorithm". American Statistician, 49(4), 327–335, 1995
- W.K. Hastings. "Monte Carlo Sampling Methods Using Markov Chains and Their Applications", Biometrika, 57(1):97-109, 1970.
- N. Metropolis, A.W. Rosenbluth, M.N. Rosenbluth, A.H. Teller, and E. Teller. "Equations of State Calculations by Fast Computing Machines". Journal of Chemical Physics, 21(6):1087-1092, 1953.

## 같이 보기
- 담금질 기법
- 기브스 표집